# Ayat-sur-Sioule
Ayat-sur-Sioule is een gemeente in het Franse departement Puy-de-Dôme (regio Auvergne-Rhône-Alpes) en telt 130 inwoners (2004). De plaats maakt deel uit van het arrondissement Riom.

## Geografie
De oppervlakte van Ayat-sur-Sioule bedraagt 14,9 km², de bevolkingsdichtheid is 8,7 inwoners per km².
De onderstaande kaart toont de ligging van Ayat-sur-Sioule met de belangrijkste infrastructuur en aangrenzende gemeenten.

## Demografie
Onderstaande figuur toont het verloop van het inwonertal (bron: INSEE-tellingen).

## Geboren in Ayat-sur-Sioule

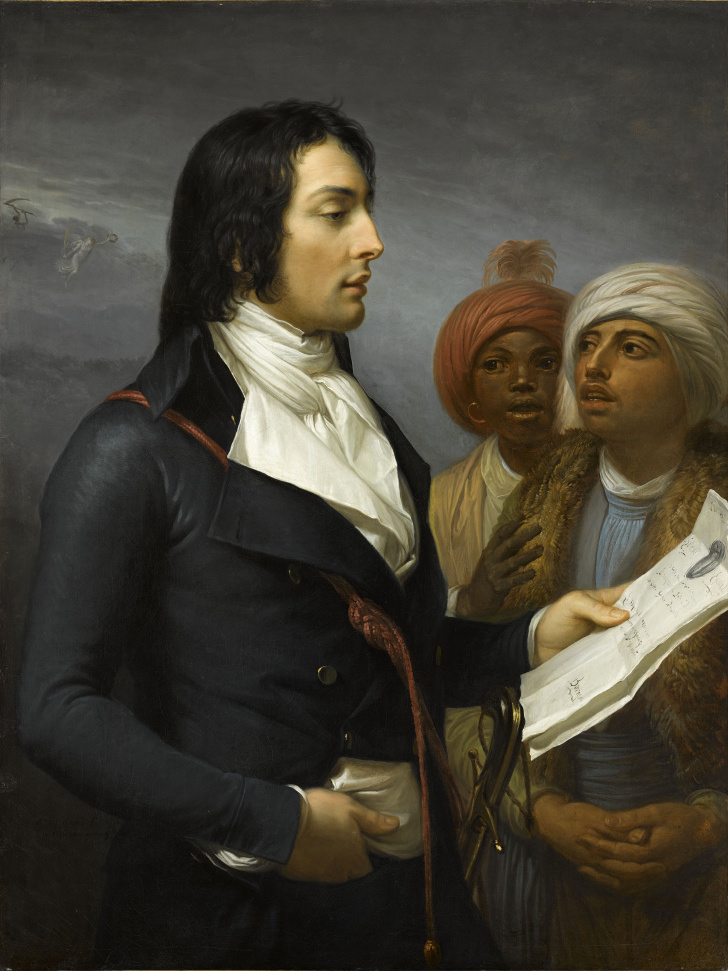
Louis-Charles-Antoine Desaix, portret van Andrea Appiani

- Louis-Charles-Antoine Desaix (17 augustus 1768), generaal